# Nikolái Reshetijin
Nikolái Yúrievich Reshetijin (en ruso: Николай Юрьевич Решетихин, Leningrado, Unión Soviética, 10 de octubre de 1958) es un físico matemático ruso, profesor de matemáticas en la Universidad de California en Berkeley y profesor de física matemática en la Universidad de Ámsterdam. Su investigación se centra en topología en baja dimensión, teoría de representación y grupos cuánticos. Sus principales contribuciones son en teoría de sistemas integrables cuánticos, en teoría de representación de grupos cuánticos y en topología cuántica. Junto con Vladímir Turáyev construyó invariantes de 3-variedades que se espera describan la teoría cuántica de campos de Chern-Simons introducida por Edward Witten.
Estudió la carrera y la maestría en la Universidad Estatal de Leningrado en 1982, y el doctorado en el Instituto Steklov de Matemáticas en 1984 bajo la dirección de Liúdvig Faddéyev.
Fue uno de los ponentes plenarios en el Congreso Internacional de Matemáticos en 2010.